# الجيش في مصر القديمة

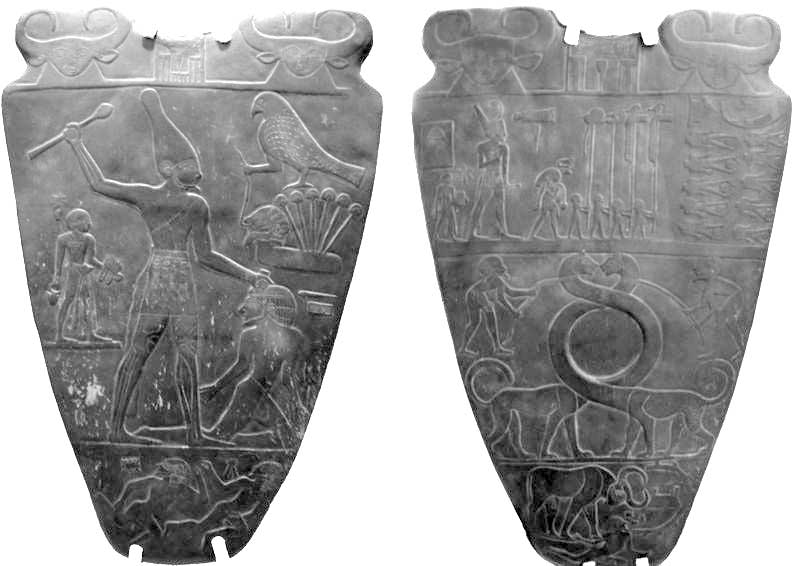
لوحة الملك (مينا) نارمر موحد القطرين

تاريخ مصر القديمة العسكري أنشيء أول جيش نظامي في العالم في مصر، تأسس حوالي سنة 3200 ق.م. وقد كان ذلك بعد توحيد الملك مينا لمصر. فقبل ذلك العام كان لكل إقليم من الأقاليم المصرية جيش خاص به يحميه، ولكن بعد حرب التوحيد المصرية أصبح لمصر جيش موحد تحت إمرة ملك مصر. أنشأ المصريون أول إمبراطورية في العالم وهي الإمبراطورية المصرية الممتدة من تركيا شمالاً إلى الصومال جنوباً ومن العراق شرقاً إلى ليبيا غرباً، وقد كان ذلك هو العصر الذهبي للجيش المصري. كان المصريون هم دائماً العنصر الأساسي في الجيش المصري. كان الجيش المصري يتكون من الجيش البري (المشاة والعربات التي تجرها الخيول والرماحين وجنود الحراب والفروع الأخرى) والأسطول الذي كان يحمى سواحل مصر البحرية كلها إضافة إلى نهر النيل. ومازالت بعض الخطط الحربية المصرية القديمة تُدَرَّس في أكاديميات العالم ومصر العسكرية. وقد قدمت العسكرية المصرية القديمة العديد من القواد كالإمبراطور (تحتمس الثالث) أول إمبراطور في التاريخ وهو الذي أنشأ الإمبراطورية المصرية وفي رصيده العديد من المعارك والحروب، أشهرها معركة مجدو.

## التاريخ

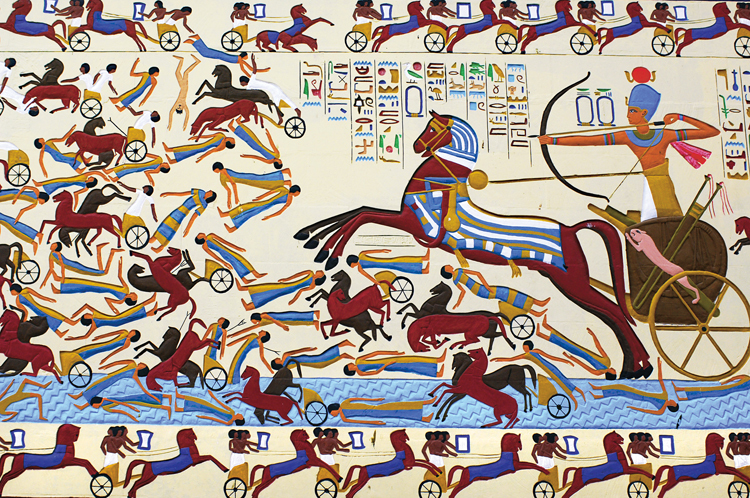
لوحة تمثل أحمس الأول يقاتل الهكسوس في معركة.

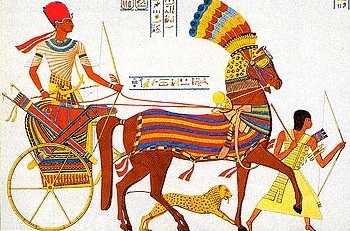
العربة المصرية القديمة

منذ تأسيس الدولة الفرعونية ومصر لها منظومة حربية دقيقة التنظيم، وفي القاعدة يقوم الكتبة بمراقبة التجنيد وإدارة التعيينات وإسناد الوظائف، وفي كل عصر كان الملك هو القائد الأعلى للجيش والقائد النظري للمعارك، أما القوات النظامية القليلة العدد فكانت تُستخدم عادة في المهام السلمية والأشغال العامة والتجارة، وعلاوة على الفرقة المختارة المخصصة لحرسة القصر، وشرطة الصحراء، كان هناك كثير من وحدات الجيش تقوم بأعمال تهدف لتدعيم رهبة ملك مصر في قلوب الدول الأجنبية، وجلب الأشياء التي كانت تزين الملك، وكان من يعرف اللغات اجنبية يذهب إلى بيبلوس وإلى بونت وإلى أبعد جهات النوبة ليجمع المنتجات الأجنبية، وأختص بعض آخر بنقل المعادن الثمينة من الصحراء الشرقية وكان جيش الدولة القديمة يضُم قواتاً دائمة لها مهام خاصة تضاف إليها قوات أخرى بالتجنيد عند الطوارئ، وله قيادات متدرجة المراتب، وإن لم
يكن تدرجها ثابتاً كما لم يختلف كثيراً عن البحرية، ولهذا الجيش نظام ولكنه جيش قومي يخضع لأوامر وقوانين دقيقة تفرضها الحكومة، وكانت فرق الحرس تقسم إلى صفوف كل منها عشرة رجال وتسير في طوابير منتظمة، 

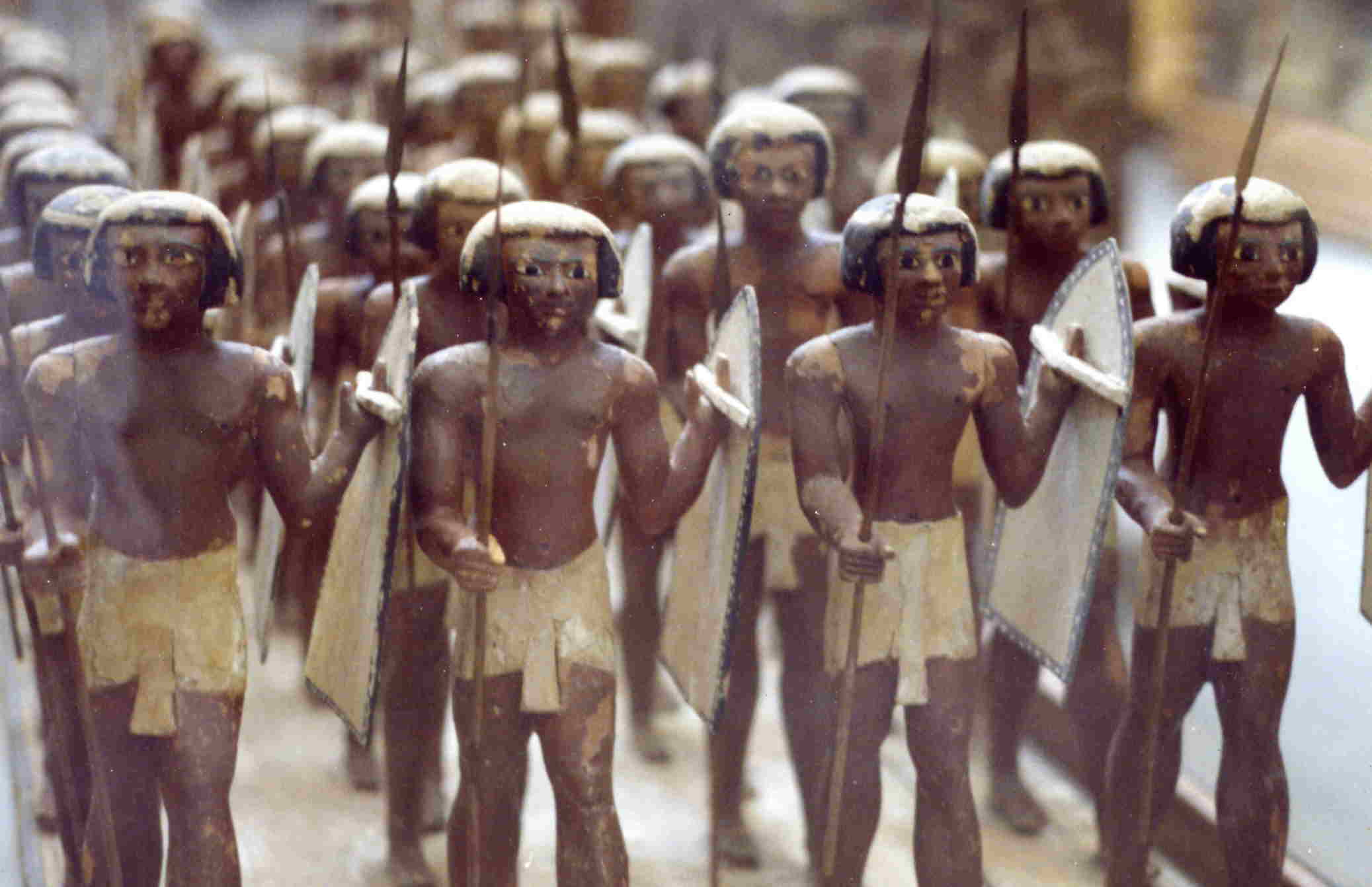
جنود مصريون عثر عليها في مقبرة مسحتي

وكانوا ينقلون كتل الصخر بعد قطعها من المحاجر، ولا تزال أسماء وحداتهم منقوشة على صخور الأهرام إلى يومنا هذا، كذلك كان النظام العسكري في الميدان صارماً فلم يُسمح لأي جندي بأن يضرب جنديأ زميله، ولا أن يخطف منه رغيفه، ولا أن يسرق ثياباً من أي قرية، أو يسرق عنزة من أي شخص، عندما استقل رؤساء الأقسام الإدارية في عصر الاضطراب الأول، جندوا قوات مساعدة من البرابرة لاستعمالهم الشخصي، ودربوهم على القتال، وجندوا الشباب من أبناء مقاطعاتهم، وهناك نماذج خشبية للجنود عُثر عليها في قبر أحد الأمراء في أسيوط، تبين هيئة الجيش في ذلك الوقت وإن لم تؤد الحروب الإقطاعية إلى عسكرة المواطنين، وكان الجيش ينقسم لقسمان هما رماحو المقاطعة والنبالون النوبييون، ويتألف كل قسم منهما من 40 رجلاً في أربعة صفوف، بكل صف منها 10 رجال، يحملون تروسهم في أيديهم اليسرى ملاصقة لأجسامهم، ويحملون في اليد اليمنى رماحهم قائمة، ويثنون أذرُعهم عند المرافق، وترتفع نصال رماحهم إلى إرتفاع باروكاتهم، ويراعي النبالون السود البشرة النظام الذي يزود الجيش بأعظم قوته ويسير هؤلاء الجنود في أربعة صفوف متوازية، بخطوات منتظمة تبدأ بالقدم اليسرى، وفي خضم الحرب الأهلية تلاشى النظام القديم بتقنياته ومركزيته، وتألفت جيوش أمنمحات وسنوسرت من المليشيات المحلية وجنود الملك الخصوصيين، أما الدولة الحديثة وهي عصر الفتوحات العظمى فكانت عصر الجنود المحترفين المنظمين بطريقة تكاد تكون حديثة، فإن لم يقم الفرعون بقيادة العمليات الحربية بنفسه فإنه كان يشترك في مجلس الحرب، ويسند القيادة العليا للجيش إلى قائد عظيم، وكانت هناك مناطق عسكرية يشرف عليها ضباط مسؤولون.

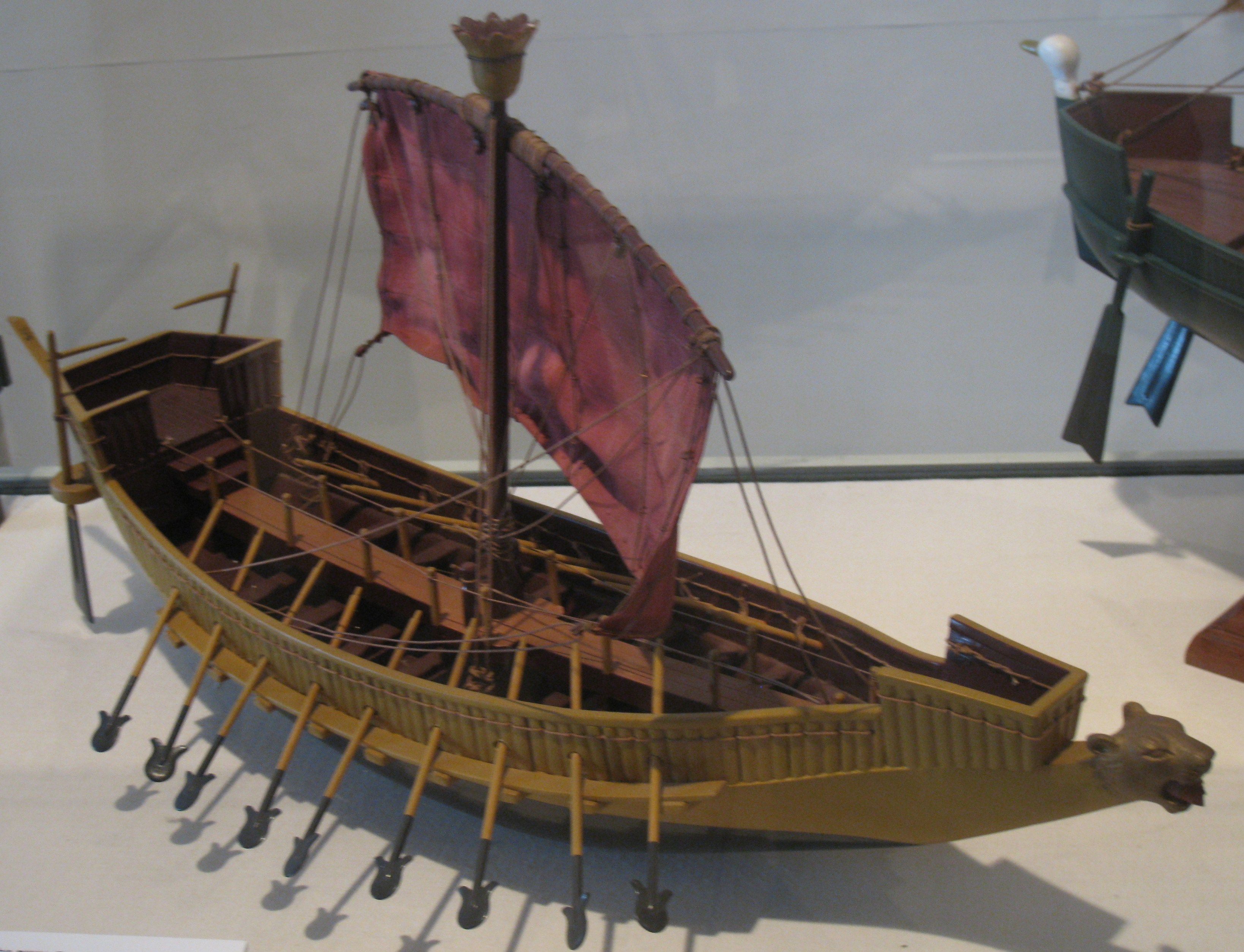
نموذج سفينة حربية من أسطول رمسيس الثالث

أضطلع المندوبون الملكيون في البلاد الأجنبية بعمليات أقل من هذه، وكان الجنود أكثر لياقة في العرض العسكري، ومدربين على أداء الحركات العسكرية بمجرد سماع صوت البوق، فزادت الوحدة التكتيكية في أهمية المعارك والجنود المشتركين في القتال، تتألف فرقة المشاة من 200 رجل تحت إمرة حامل الواء، وتنقسم الفرقة إلى أربعة أقسام بكل قسم 50 رجلاً وتسمى هذه الأقسام بأسماء طنانة ذات عظمة، مثل «أمنحوتب يضئ كالشمس» و «رمسيس القوي الذراع» وما أشبه، وكانت أعلامهم عبارة عن صور مثبتة في أطراف 

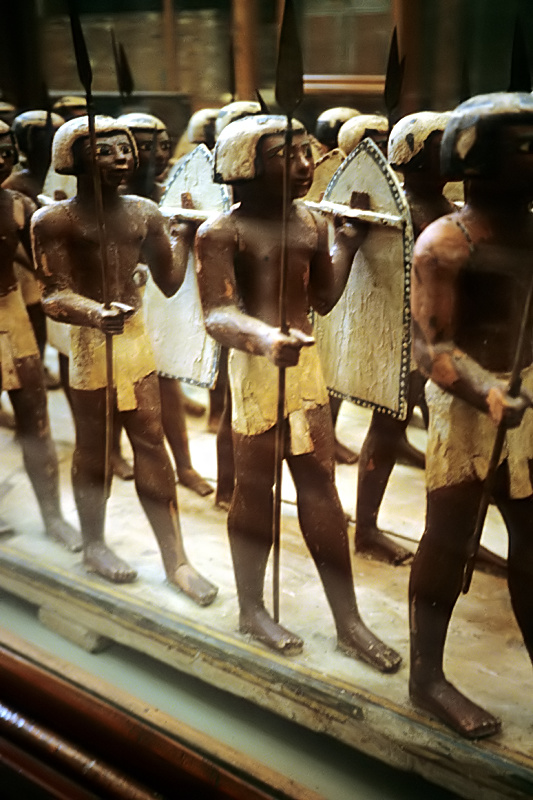
نموذج خشبي من المحاربين يحملون الرمح المصري

سيقان من الخشب، وقد قسم الجيش إبان الحملات العظيمة للأسرة التاسعة عشرة إلى أربع فرق تحمل أسماء الألهة العظمى للدولة (أمون، رع، بتاح، ست)، ويتألف الجيش من قسمين هما المشاة وراكبو العربات، والقسم الأخير أكثر ميزة من القسم الأول، ويُعطي ضباطه درجة كُتاب ملكيين وتقوم العربات بالهجوم الضخم أو بمساعدة المشاة، في مجموعات صغيرة العدد ويتألف المشاة الكثيرو العدد من المصريين الذين اتخذوا الجندية حرفة، والأسرى
الذين كانوا يُدمَغون بالحديد الساخن فيصبحون من الجنود المرتزقين كالسود انيين والسوريون والفلسطينيين والبدو وأكثرهم من الليبيين ورجال البحر، وخصوصاً «الشردن» المشهورين الذين قبض عليهم رمسيس الثاني بسيفه والذين أنقذوا الجيش في معركة قادش، وجدت بعض الكتابات تسخر من بؤس حياة الجندي منها النص التالي: (سُور راكب العربة المغرور لأنه باع ميراثه ليدفع ثمن عربتة الفخمة، ولكنه سقط من تلك العربة فضُرب ضرباً مبرحاً، أما جندي المشاة فيؤخذ طفلا ويوضع في معسكر، وتوجه ضربة موجعة إلى
معدته، ولطمة جارحة إلى عينه، ولكمه مذهلة

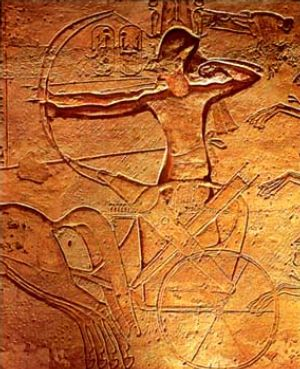
الملك رمسيس الثاني معتليا مركبته الحربية في معركة قادش، نقش من داخل معبد أبو سمبل

إلى حاجبه، ثم يأتي السير إلى فلسطين والقتال في الصحراء، فيُجبر على أن يحمل طعامه وشرابه فوق ظهره، ويضطر إلى أن يشرب الماء الأسن، ولا يتوقف عن السير إلا ليقف ديدباناً للحراسة، حتى إذا ما وصل العدو، كان أشبه بعصفور وقع في شرك، ففقد كل قوة في جسمه، وعندما يعود إلى مصر، يكون كقطعة من الخشب نخرها السوس، فيمرض ويضطر إلى الرقاد، ويرجع محمولاً فوق حمار، فيجد ثيابه قد سُرقت وخادمه هرب). أن هذه الصعاب القاسية لم تكن من قبل المبالغة ولكن المتعلمين ومنهم كبار الموظفين يعطون صورة قاتمة عن الجنود ليبرهنوا لتلاميذهم على صحة المثل القديم القائل أن حظ الكاتب خير من حظ الجندي ولكن إذا أصبح الشاب كفئاً لأن يكون إما راكب عربة أو كاتبا، فإن المستحيل المفتوح أمامه هو الإدارة في المستعمرات والخدمة في البلاط والمهام الدبلوماسية ووظائف الكهنة العليا، والحقيقة أن للجندي العادي حظاً يُحسد عليه سواء كان من المواطنيين أو من البرابرة المعينين في الجيش، فيتحلى بـ«ذهب الشجاعة»، ويُكافأ بالغنائم، ويُعفى من جميع الضرائب، ويُمنح أقطاعاً من الأرض الخصبة، وعلى ذلك يكون الجنود فئة محظوظة، وإحدى دعائم الدولة الحديثة وبعد القتال يرتاح المشاة والفرسان، ويستطيع الشردن والكيهت أن يعيشوا بسلام في مدنهم، فتُحفظ الأسلحة في المخازن، ويأكل الجنود مع زوجاتهم وأولادهم، ويشربون كيفما شاؤوا. ولما قوى الجيش سياسياً في نهاية الأسرة الثامنة عشرة أرتقى القائدان «حور محب» و «رمسيس الأول» العرش، ومنذ ذلك الوقت انحدر الملوك من الجنود، ولم يثقوا بالنبلاء ولا بالقوات الوطنية، وأعطوا الأفضلية للضباط البرابرة وجنودهم الأجانب، وفي بداية الألف سنة الأولى قبل الميلاد حكم الجنود المرتزقة الليبيون البلاد مع «شاشنق» ومنذ الأسرة السادسة والعشرين، وثق الفرعون بمشاته الذين أحضرهم من بلاد الإغريق، أكثر من ثقته بالطائفة العسكرية المصرية.
وقد شارك الجيش المصري في تحرير مدينة القدس من أيدى الصليبيين في واحدة من المعارك التاريخية على مر العصور قائد المعركة البطل صلاح الدين الأيوبي وكان الجزء الأكبر من جنوده من المصريين وبالإضافة إلى ذلك قادت القوات المصرية دورا كبيرا في هزيمة المغول الذين دمروا الدولة الإسلامية العباسية بقيادة القائد قطز.

## الدولة القديمة وتوحيد الملك نارمر للقطرين
- أصبحت مصر بعد توحيد مينا القطرين عام 3200ق م والقضاء علي الفتن الانفصالية دولة وديعة تنعم بالسلام لطبيعتها الجغرافية التي أغلقتها علي نفسها. وكان الجيش المصري في جميع الأسرات من أقوي الجيش وبالذات في الدولة الحديثة حيث هزم المصريين الحيثيين والرومان والاغريق في سلسلة حروب حتت للملك المصري رمسيس الثاني
- ومن أسباب قوة الجيش المصري أنه لم يكن يعتمد علي المرتزقة الأجانب لكنه كان يعتمد علي الاستدعاء والخدمة الإلزامية أثناء الحرب فكان الجيش المصري بكاملة مصريين ولا يحتوي على أي عناصر أجنبية أخرى.
- ابتداء من عصر بناء الأهرامات كان المصريون مجندين إجباريا في بناء وتشييد المباني موسميا أيام الفيضان والأغنياء كانوا يدفعون البدلية لإعفائهم.
- كان تسليح الجنود في المملكة القديمة بدائيا وعبارة عن الهروات والعصي التي في أعلاها مثبت بها حجرة والخناجر والحراب من النحاس.
- مصر كانت بمنأى عن الحروب الخارجية في هذه الفترة القديمة لمناعتها الطبيعية.

ولأن المجتمع المصري بطبعه، ليس عدوانيا ضد الغير. وجيشها كان خدمة إلزامية أثناء الفتن والحروب الداخلية. وكان الجنود ينقلون عبر النيل في قوارب لمناطق الصراع والأزمات المحلية أيام الدولة القديمة

## عصر الهكسوس
- كان غزو الهكسوس لمصر في سنة 1789 ق.م. ولمدة قرن كان حكم الهكسوس الملوك الرعاة الذين جاءوا من القبائل السامية من الشام، وظلوا حتى طردهم أحمس مؤسس المملكة الحديثة.
- وخلال احتلالهم لمصر طور المصريون التقنية العسكرية بها لكي يضاهي جيشهم جيش الملوك الرعاة.
- فأدخلوا القوس المركب الذي كان مداه أبعد من القوس العادي المصري الذي كان يستعمل من قبل
- وأدخلوا الحصان والعربة الحربية
- وأثناء الاحتلال طور المصريون العربة وجعلوا مؤخرتها مفتوحة ليسهل الخروج منها بسرعة عند الحاجة. وزحزحوا منطقة وقوف السائق فوقها ليكون قريبا من محور العجل أو الدولاب لتقليل الوزن، وهذا ما خفف العبء علي الحصان الذي كان يجرها مما جعله يسرع بالعربة
- وأدخل الهكسوس الدروع التي لم يكن الفراعنة يعرفونها من قبل لحماية الجسم والرأس فادخلوا القلنسوة فوق الجمجمة والخوذات المعدنية فوق الرأس.

## المملكة الحديثة
- تغيرت العقيدة القتالية المصرية من الدفاع إلى الهجوم والغزو، وذلك بعدما اتضح لهم أن جيرانهم من الشعوب الأخرى يريدون احتلال أرضهم ولذلك يجب الدفاع عن مصر بخلق بُعد إستراتيجى لها في أراضي أخرى مما جعل المملكة الحديثة التي أسسها كاموس أخو أحمس تؤسس جيشا نظاميا محترفا ومدربا لأول مرة في مصر وقد حدث من أسلحته.
- مما جعلهم يوسعون حدود مصر ويقيمون أكبر إمبراطورية في العالم آنذاك من الأناضول شمالاً إالى القرن الأفريقي جنوباً ومن الصحراء الليبية غرباً إلى الفرات شرقاً، وهذا الجيش الجديد كان يعاونه الأسلحة المشتركة وأسطول بحري.
- لأن الجيش المصري أيام حكم الفراعنة وحتى الهكسوس كان من المشاة لأن الفروسية كانت الحصان والعربة.
- امتدت حدود مصر في آسيا لأول مرة أيام الفتوحات الخارجية كحرب وقائبة ضدها حتى الفرات بالعراق أيام الملك تحتمس الأول.
- وهذا يعتبر أوج مجد مصر وكانت العاصمة طيبة.
- وكان أيام حتشبسوت في المملكة الحديثة سفن تجارية اتجهت للتجارة مع بلاد بنت. وكان البحارة من العبيد للتجديف وكانت السفن التي تسير في البحر الأبيض والأحمر تصنع في ميناء بيبلوس الفينيقي بلبنان.
- وأيام الدولة الحديثة كان الجيش نظاميا محترفا. وكانت السفن للتجارة والحرب. لكنها لم تقم بمعارك لها أهميتها. وكانت تبني السفن في آشيا (قبرص).
- وأول معركة بحرية كسبها رمسيس الثالث علي شعوب البحر. لكن أيام تحتمس الثالث كانت تحمل القوات والمعدات للساحل الآسيوي لتحارب على البر. وشهدت هذه الفترة أزمات مع الحيثيين وشعوب البحر ومعركة قادش أيام رمسيس الثاني.
- وفي الجنوب حكم النوبيون من الجنوب واستولوا حتى البحر الأبيض المتوسط وحكموا مصر منذ 750 ق.م.

## طرق التجنيد
- وأيام عصر الرعامسة كانت أقاليم الإمبراطورية المصرية مقسمة بين أعضاء البلاط الفرعوني الذين كانوا يحكمونها كممالك صغيرة خاصة. وكانت هذه الممالك مجبرة علي تقديم حصة من الأنفار لكل حامية عسكرية مصرية.
- وكان رجال التجنيد يجوبون المدن والقري لجمع المجندين وتسجيل الشبان الأقوياء ولم يسبق إصابتهم الدور بعد. وهؤلاء كان يجمعهم عمدة القرية أو المدينة لمقر حاكم الإقليم ليختار منهم خيرتهم. والباقون كانوا يردون لقراهم. وبهذه الطريقة كانت مصر تكون جيشها من المشاة.
- ولما أدخل الهكسوس العربة الحربية والحصان لمصر أثناء احتلالهم لها عام 1900ق م.و كان أبناء الصفوة في المملكة الحديثة معتادين ركوب العربات الحربية المعدلة وأصبح بالجيش المصري وقتها حملة السهام والمشاة وراكبو العربات الحربية.
- وفي سنة 1275 ق م قسم رمسيس الثاني جيشه المكون من 20 ألف في حملته ضد النوبة جنوبا والحيثيين بالشام، لأربعة أقسام وكل قسم أطلق عليه اسم أحد الآلهة الكبري أمون ورع وست وبتاح.
- وكل قسم قسمه 20 سرية وكل سرية 250 جندي وكل سرية قسمت لتصبح 5 فصائل كل فصيلة 50 جندي.
- وأيام المملكة الحديثة كانت الأرض مقسمة بين الملك والكهنة والجنود بالتساوي. وكان الجنود معفيين من الضرائب وكانوا من كل أقاليم مصر. وكان الجنود المرتزقة المحترفين من الإغريق والليبيين والنوبيين وأهل البحر يعاملون أحسن من المصريين وكانوا يقبضون مرتباتهم من العملة الذهبية المسكوكة في بلاد الفرس أو اليونان أيام رمسيس الثالث ومنبتاح. وكانوا يعيشون بالدلتا.
- وبدأت مصر تسك العملة لدفعها للمرتزقة الإغريق منذ عام 360 ق م ومنذ أيام أمنحتب الثالث بالمملكة الحديثة كان جيشه يتكون من القواد المصريين والمجندين إلزاميا وأسري الحرب والمصريين الذين احترفوا العسكرية والمرتزقة من الليبيين والنوبيين ولاسيما في أواخر عهدها حيث أصبح المرتزقة يشكلون معظم وحدات الجيش المصري. ولاسيما من الليبيين الذين حكموا مصر.

## التخطيط
- وفي فترة الدولة الحديثة كان قواد الجيش المصري يأخذون العدو علي غير غرة. وكانوا يحددون موعد ومكان المعركة. وإذا لم يكن العدو مستعدا كانوا يؤجلونها لموعد آخر. وفي المرحلة المتأخرة كان الجيش المصري أغلبه من الإغريق المرتزقة.
- وأصبحت العربة المصرية سلاحا مخيفا في الجيش المصري وقتها، حيث كان السائقون مهرة وكانوا يقومون باختراق خطوط العدو بسرعة.
- بينما رماة الأقواس يرمونها من قرب. وكان السائقون يحاربون بدروع لحمايتهم وحماية رماة الأقواس من النيران من خلفهم. وكانت العربات بها القدرة علي اختراق وتشتيت حشود العدو وتفريقهم ليستطيع رماة الأقواس والحراب طعنهم.
- وظل المصريون يتبعون هذا التكتيك مدة 1500 سنة قبل أن يصبح المرتزقة الأجانب يحاربون لمصر. حتى غزا مصر الإغريق عام 332 ق م وظلت مصر تحكم حكما أجنبيا حتي معركة آكتيوم عام 30ق م وبعدها احتلت روما مصر وانتهي العصر الفرعوني للأبد.

## الأسلحة
- العجلة الحربية
- القوس العادي
- القوس المركب
- الدروع